# ولکوف (ناحیه چسکه بودیوویتسه)
ولکوف (به چکی: Vlkov) یک منطقهٔ مسکونی در جمهوری چک است که در شهرستان چسکه بودیوویتسه واقع شده‌است. ولکوف ۵٫۷۶ کیلومتر مربع مساحت و ۱۹ نفر جمعیت دارد و ۵۰۰ متر بالاتر از سطح دریا واقع شده‌است.